# Ligonipes semitectus
Ligonipes semitectus là một loài nhện trong họ Salticidae.
Loài này thuộc chi Ligonipes. Ligonipes semitectus được Eugène Simon miêu tả năm 1900.